# Lijst van burgemeesters van Oirsbeek
Dit is een lijst van burgemeesters van de voormalige Nederlandse gemeente Oirsbeek tot die gemeente op 1 januari 1982 opging in de gemeente Schinnen.
| Ambtsperiode | Naam burgemeester                                     | Partij of stroming | Bijzonderheden |
| ------------ | ----------------------------------------------------- | ------------------ | --- |
| 18?? - 18??  | ??                                                    |                    | |
| 1830 - 1841  | Jan (J.L.C.) de Limpens                               |                    | |
| 1842 - 1862  | M.J. Habets                                           |                    | |
| 1862 - 1886  | P.J. Hautvast                                         |                    | |
| 1886 - 1896  | M.J.H. Nuchelmans                                     |                    | tevens burgemeester van Merkelbeek (1892-1896)                                                                             |
| 1896 - 1900  | A.J. Arets                                            |                    | |
| 1900 - 1910  | F.P. Diederen                                         |                    | |
| 1910 - 1918  | F.J. Mannens                                          |                    | |
| 1918 - 1942  | J.P.K. Gabriëls                                       |                    | tevens burgemeester van Merkelbeek                                                                                         |
| 1943 - 1944  | Willem (W.) Henkes                                    | NSB                | tevens burgemeester van Amstenrade (1941-1944)                                                                             |
| 1944         | Mathieu (M.J.P.M.) Corbey                             |                    | waarnemend |
| 1944 - 1975  | mr. F.J. baron van Hövell tot Westervlier en Wezeveld | KVP                | tevens burgemeester van Amstenrade                                                                                         |
| 1976 - 1982  | Ton (A.G.H.) Gubbels                                  | KVP / CDA          | tevens burgemeester van Amstenrade, eerder burgemeester van Broekhuizen, later burgemeester van Heel en Panheel en Grathem |